# صفت برتر
در دستور زبان به صفت یا قیدی که نشان‌دهندهٔ ویژگی یا کیفیت بیشتر و برتر یک شخص، چیز یا موجودیت نسبت به موردی دیگر باشد صفت برتر یا صفت تفضیلی گفته می‌شود.
در فارسی برای نشان دادن صفت برتر به واژه پسوند -تر افزوده می‌شود.
از آنجا در این گونه صفت ها کیفیت موصوف ها همسنجیده می شوند، در زبان انگلیسی این صفت ها را صفت همسنجشی می نامند که نامگذاری دقیقتری است.
به سخن دیگر این صفت نشان می دهد که موصوف در داشتن یک ویژگی، از موصوف یا موصوف‌های مورد سنجش - و نه همه موصوف‌های دایره بحث - برتر است.
برخی واژه‌ها شکل برتر متفاوتی به خود می‌گیرند مانند: خوب --> بهتر

## شیوهٔ کاربرد
در فارسی صفت برتر به یکی از سه شیوهٔ زیر به‌کار می‌رود:
۱- با «از»: خرد از مال سودمندتر است.
۲- با «که»: دانش، بهتر که مال. سیرت، پسندیده‌تر که صورت.
۲- با «تا»: معاشرت با مردم تا دوری از مردم  آدم را شادتر میکند. (به معنی به نسبت)
۳- با اضافه، چنانکه در فارسی کلاسیک گفته شده: تواناتر ِ مردم کسی است که دانایی او فزونتر باشد.

## صفت برتر عربی + تر یا ترین
باب افعل در عربی برابر با صفت برتر در فارسی است. اَفضَل = بهترین. اعلم = داناترین، داناتر. بنابراین در فارسی پیوستن پسوند «تَر» یا «تَرین» به این صفات عربی درست نیست و دوباره‌گویی به شمار می‌آید. مثلاً اگر به واژه «اَفضَل» پسوند «تَرین» را اضافه کنیم، معنای آن می‌شود: بهترترین.
فقط به کاربردن کلمهٔ «اولیٰتر»، به دلیل کاربرد فراوان آن از زمان سعدی تاکنون اشکالی ندارد. هرچند که بهتر است امروزه از چنین کاربردهایی دوری کنیم.